# Erythrodiplax luteofrons
Erythrodiplax luteofrons ist eine Libellenart aus der Unterfamilie Sympetrinae. Die Art wurde 1956 von Newton Dias dos Santos beschrieben und in die Basalis-Gruppe eingeordnet. Die Larve und das Weibchen sind bis heute unbekannt.

## Merkmale
Ausgefärbte Männchen der Erythrodiplax luteofrons haben einen sehr dunkelbraunen, fast schwärzlichen Körper. Einzig die Innenseiten der Schenkel des vordersten Beinpaares sind weißlich und das Gesicht ist gefärbt. Die Grundfarbe des Gesichts ist gelblich weiß. Die Seiten der im oberen Teil abgeflachten Stirn und der Postclypeus sind grünlich. Während die Oberlippe gelb gefärbt ist, ist die Unterlippe ockerfarben mit einem braunen Bereich in der Mitte, der sich bei manchen Exemplaren über die ganze Unterlippe ausbreitet. Der Scheitel ist blau metallisch und wird zum Ansatz hin gelblich. Der Hinterkopf ist wiederum schwarz.
Bei den jüngeren Tieren sind die Seiten des Rumpfes noch hell olivfarben und der Antehumeralbereich braun. Die ersten beiden Hinterleibssegmente sind auf der Oberseite und an den Seiten noch orange gefärbt. Zudem findet sich vom fünften bis neunten Segment ein gelblich-grüner Streifen, der von den transversalen Kielen unterbrochen wird.
Der Hinterleib hat die Form einer Handspindel und misst ohne Hinterleibsanhänge 18 Millimeter. Die oberen Hinterleibsanhänge sind mit 1,2 Millimetern etwas länger als die unteren, die 0,9 Millimeter messen. Die Genitalien der Männchen befinden sich auf dem zweiten Segment.
Bis auf einen goldgelben Fleck am Ansatz sind die Flügel durchsichtig bis leicht bräunlich getüncht. Dabei sind die Flügel des hinteren Flügelpaares 23 mm lang und bis zu 7 mm breit. Das Flügelmal ist ockerfarben und misst um die drei Millimeter.

## Ähnliche Arten
Die Art ähnelt Erythrodiplax pallida.